# Danio feegradei
Danio feegradei es una especie de peces de la familia Cyprinidae.

## Morfología
Los machos pueden llegar alcanzar los 4,5 cm de longitud total.

## Hábitat
Es un pez de agua dulce.

## Distribución geográfica
Se encuentra en Birmania.